# Toccopola, Mississippi
Toccopola là một thành phố thuộc quận Pontotoc, tiểu bang Mississippi, Hoa Kỳ. Năm 2010, dân số của thành phố này là 246 người.

## Dân số
- Dân số năm 2000: 264 người.
- Dân số năm 2010: 246 người.